# آلفرد ترزبینسکی
آلفرد ترزبینسکی (۲۹ اوت ۱۹۰۲–۸ اکتبر ۱۹۴۶) پزشک اس‌اس در اردوگاه‌های کار اجباری آشویتس، مایدانک و نوینگامه در آلمان نازی بود. او به دلیل مشارکت در جنایات جنگی که در اردوگاه‌های جانبی نوینگامه انجام شده بودند به اعدام محکوم و به دار آویخته شد.

## کشتار کودکان
ترزبینسکی در کشتن ۲۰ کودک در اردوگاه جانبی بولن‌هوزر دام دست داشت. این اردوگاه پیشتر مدرسه‌ای بود که تا حدی در بمباران هامبورگ در جنگ جهانی دوم تخریب شده بود. ترزبینسکی ارشد کورت هایسمایر، پزشک اس‌اس، بود که بر روی بزرگسالان و کودکان اردوگاه پژوهش می‌کرد. هایسمایر دستور داده بود تا ۲۰ کودک یهودی (۱۰ پسر و ۱۰ دختر) از آشویتس به آنجا آورده شوند تا وی به آزمایش‌های خود ادامه دهد. هدف او تزریق باکتری سل و درآوردن گره‌های لنفای زیربغلی بود. در شب ۲۰ آوریل ۱۹۴۵، ترزبینسکی برای آرام کردن کودکان به آنها مورفین تزریق کرد و سپس آنها را در زیرزمین مدرسه بولن‌هوزر دام به دار آویختند. در همان شب، ۲۸ فرد بزرگسال دیگر نیز کشته شدند که بیشتر آنها زندانیان شوروی بودند.

## دادگاهی و اعدام
ترزبینسکی توانست با پایان جنگ جهانی دوم فرار کند. در ۱ فوریه ۱۹۴۶ با تلاش خستگی‌ناپذیر والتر فروید، نوه زیگموند فروید، او دستگیر شد.
ترزبینسکی در «دادگاه کوریوهاوس» در روترباوم در مارس ۱۹۴۶، به دلیل مشارکت در کشتن کودکان به اعدام محکوم شد. وی در دادگاه خود آزادانه و رُک اعتراف کرد و گفت: «اگر من به عنوان یک قهرمان عمل می‌کردم، ممکن بود بچه‌ها کمی دیرتر بمیرند، اما دیگر نمی‌شد از سرنوشت [محتوم] آنها جلوگیری کرد» و اعتراف کرد «شما نمی‌توانید کودکان را اعدام کنید، تنها می‌توانید آنها را بکشید» اما آنها «تنها [مُشتی]» یهودی بودند. ترزبینسکی در ۸ اکتبر ۱۹۴۶ توسط آلبرت پیرپوینت در زندان هملین بوسیله دار اعدام شد.